# Xenogears
Xenogears (ゼノギアス, Zenogiasu) é um jogo eletrônico de RPG desenvolvido e publicado pela SquareSoft. É o primeiro título da metassérie Xeno e foi lançado exclusivamente para o PlayStation em fevereiro de 1998 no Japão e em outubro do mesmo ano na América do Norte. A história segue o protagonista Fei Fong Wong enquanto faz uma jornada pelo mundo na tentativa de derrubar o poderoso Deus. A narrativa incorpora temas da psicologia junguiana, pensamento freudiano e simbolismos religiosos. A jogabilidade gira em torno da navegação de ambientes tridimensionais e o combate é apresentado em batalhas por turnos.
O conceito foi concebido por Tetsuya Takahashi e sua esposa Kaori Tanaka como uma proposta para Final Fantasy VII, recebendo permissão para ser desenvolvido como seu próprio projeto, primeiro como uma sequência de Chrono Trigger e depois como um título totalmente original. Ele foi desenvolvido sob o codinome "Projeto Noé". Os personagens e mechas foram desenhados por Kunihiko Tanaka, cujas criações foram representadas dentro do jogo na forma de cutscenes de anime. A segunda metade do enredo foi contada principalmente por meio de cutscenes devido a limitações de tempo e inexperiência da equipe.

## Personagens
Os nove personagens controláveis de Xenogears originam-se de diversas áreas do mundo do jogo. A história começa em Ignas, um continente com duas nações, Aveh e Kislev. Fei e Citan se encontram nessa região, mas posteriormente se revela que eles são oriundos das cidades capitais Aphel Aura e Etrenak dos países flutuantes Shevat e Solaris, respectivamente. Fei é o protagonista da história e não possui memórias do seu passado. Elly, uma oficial Gebler de Solaris, tem o destino de acompanhar Fei e se apaixona por ele ao longo do jogo. Citan é um homem cujos conhecimentos sobre o mundo e a tecnologia auxiliam a equipe com frequência. Bart, um pirata do deserto oriundo de Ignas, é o herdeiro do trono de Aveh. Rico, um meio-humano de força incrível, vive em uma prisão de Kislev como campeão de batalhas entre Gears. Solaris, uma cidade oculta detentora de tecnologias avançadas, é o lar de muitos personagens no jogo. Billy, um membro fiel do grupo religioso Ethos, é de origem Solariana. Maria e Chu-Chu são de Shevat, a cidade voadora que resiste à hegemonia de Solaris. Emeralda é uma criatura humanoide construída por uma civilização antiga a partir de uma colônia de nanomáquinas e resgatada nas ruínas da antiga Zeboim. Personagens não controláveis com papel relevante incluem Krelian e Miang, ambos líderes de Solaris com a missão de reviver Deus, uma divindade mecânica que caiu no mundo há milhares de anos. Os dois são os principais antagonistas do jogo. Grahf, um homem misterioso dotado de imensos poderes, também assume um papel antagônico, seguindo a equipe de Fei e enfrentando os heróis com frequência e sem revelar seus objetivos inicialmente. Fei, Elly e Miang reencarnam diversas vezes ao longo da história do jogo.

## História
No continente de Ignas, no hemisfério norte do nosso mundo, e o maior continente, uma guerra tem seguido entre dois países desde há séculos. Ao norte do continente está o Império de Kislev e ao sul, o Reino do Deserto de Aveh. A guerra durou tanto tempo que as pessoas se esqueceram do motivo, conhecendo apenas o círculo sem fim de hostilidade e tragédias. A obsessão pela guerra em breve encontraria uma mudança devastadora.
Por causa da "Ethos", uma instituição que preserva a cultura de nosso mundo, reparando ferramentas e armas escavadas das ruínas de uma antiga civilização. Ambos os países escavavam estas ruínas e pediam ao "Ethos" que consertassem as descobertas, com a finalidade de aumentar o poder militar. As muitas armas escavadas nas ruínas muito alteraram o desempenho do esforço de guerra. O resultado das batalhas entre esses países não foi mais determinado pelo combate mano-a-mano, mas por gears, humanoides gigantes - máquinas de combate, que eram obtidos do mais fundo buraco das ruínas.
Depois de eventuais mudanças no estado da guerra, Kislev ficou por cima. O principal fator disso estava na quantidade de recursos obtidos de suas ruínas. Mas, de repente, uma misteriosa força militar apareceu no continente de Ignas. Chamados de "Gebler" decidida a fazer contato com Aveh. Com a ajuda da Gebler, Aveh recuperou-se e ficou pário novamente com kislev. Então, tomando vantagem de sua aliança recentemente conquistada, Aveh começou a conquistar o território de Kislev pouco-a-pouco, sem mostrar desistência.
A história começa em um flash-back de Fei Fong Wong lutando para defender sua vila e seu amigo Citan Uzuki pedindo para não lutar na vila, que estaria toda queimada. Após esse flash-back começam as aventuras do pintor e lutador de artes marciais Fei Fong Wong, um amnésico que foi carregado ao vilarejo de Lahan quase morto há três anos por um mascarado que todos acreditam ser seu pai. Após um ataque em lahan, Fei vai embora de seu vilarejo e enfrenta o mundo fora de lahan e descobre suas origens.